# Kočevje
Kočevje er en by i det sydlige Slovenien med et indbyggertal på ca.8.151 (2020). Byen ligger ved bredden af floden Krka.